# Matteus av Aquasparta
Matteus av Aquasparta (italienska: Matteo di Acquasparta), född 1240 i Aquasparta, död 29 oktober 1302 i Rom, var en italiensk franciskan, skolastisk filosof och kardinal. Han var Franciskanordens ordensgeneral från 1287 till 1289. 
Matteus mest kända verk är Quæstiones disputatæ, vilket bland annat handlar om Guds försyn och nåd.

## Biografi
Matteus av Aquasparta tillhörde adelsfamiljen Bentivenghi, vilket även franciskanen och kardinalen Bentivenga dei Bentivenghi gjorde. Omkring år 1260 inträdde Matteus i franciskanklostret San Fortunato i Todi. År 1268 anlände han till Paris och dess universitet. Där erfor Matteus motstånd från bland andra Gerard av Abbeville som förkastade mendikantordnarnas fattigdomsideal. Matteus motarbetades därtill av radikala aristoteliker, bland andra Siger av Brabant. Matteus fann dock inspiration hos Bonaventura, som försvarade mendikantordnarna i skriften Apologia pauperum från 1269. Matteus lät sig även influeras av Johannes av Peckham, som innehade professuren i teologi. Pecham kritiserade med emfas aristotelismen hos Thomas av Aquino. Därutöver riktade Vilhelm de la Mare i Correctorium fratris Thomae (1279) skarp kritik mot Thomas skrifter.
Matteus främsta inspirationskälla och auktoritet utgjordes dock av Augustinus. Matteus förespråkade en medelväg mellan Platon och Aristoteles, då han ansåg att bägge dessa filosofers teoribyggen var behäftade med felaktigheter.
Påve Nicolaus IV utsåg Matteus år 1288 till kardinal av San Lorenzo in Damaso.
Matteus av Aquasparta avled i Rom år 1302 och hans gravmonument återfinns i kyrkan Santa Maria in Aracoeli.

### Webbkällor
- Barone, Giulia (2008). ”MATTEO d’Acquasparta”. Dizionario Biografico degli Italiani – Volume 72. Treccani. https://www.treccani.it/enciclopedia/matteo-d-acquasparta_(Dizionario-Biografico)/. Läst 28 december 2024.
- Bihl, Michael. ”Matteo of Aquasparta”. Catholic Encyclopedia. New Advent. https://www.newadvent.org/cathen/10053a.htm. Läst 28 december 2024.